# Yacouba Isaac Zida
Yacouba Isaac Zida, né le 16 novembre 1965 à Yako, dans la province du Passoré, est un officier et homme d'État burkinabè. Il est désigné chef de l'État de transition du Burkina Faso par l'armée le 1er novembre 2014 avant d'être nommé, le 21 du même mois, Premier ministre par le président de la transition, Michel Kafando. Il fait face au coup d'État du 17 septembre 2015 qui échoue. Il quitte son poste en janvier 2016, remplacé par Paul Kaba Thiéba. Il vit depuis 2016 au Canada et a, en conséquence, été radié de l'armée.

## Biographie
D'ethnie mossi, il parle couramment moré, dioula, français et anglais. Il se convertit au protestantisme évangélique (il était musulman) après l'université sous l’influence du pasteur Patrice Tiendrébéogo.
Il est père de trois enfants.

### Formation universitaire
Jusqu’en 1989, il suit des études de langue anglaise à l'université de Ouagadougou avant d'entrer, en 1993, à l'académie militaire Georges-Namoano de Pô.
Il est titulaire d'un master II en management international obtenu à l'université Jean-Moulin-Lyon-III en France.

### Carrière militaire
Il suit différentes formations militaires spécialisées à l'étranger : Taiwan, Yaoundé (Cameroun), États-Unis.
Il intègre en 1996 le Régiment de sécurité présidentielle (RSP), la garde prétorienne du régime du président Blaise Compaoré comme commandant de compagnie, commandant de groupement. Il est nommé adjoint du chef de corps du RSP, le colonel Boureima Kéré, avec le grade de lieutenant-colonel.
Gilbert Diendéré, un des piliers du régime, originaire comme lui de la région de Yako (nord-ouest), le prend sous son aile. Il est chargé de la sécurisation des déplacements présidentiels, puis placé à la division renseignements de la présidence.
De 2002 à 2011, il est officier de liaison dans le cadre de la médiation Compaoré durant la crise ivoirienne,,.
De 2008 à 2009, il est observateur casque bleu en République démocratique du Congo (RDC). En 2012, il participe à une formation antiterroriste à l'université des forces spéciales de Tampa en Floride (Joint Special Operations University (en)).
Officier d'état-major dans la manœuvre multilatérale contre le terrorisme transsaharien dénommée « Flintlock 10 ».

### Prise du pouvoir et transition

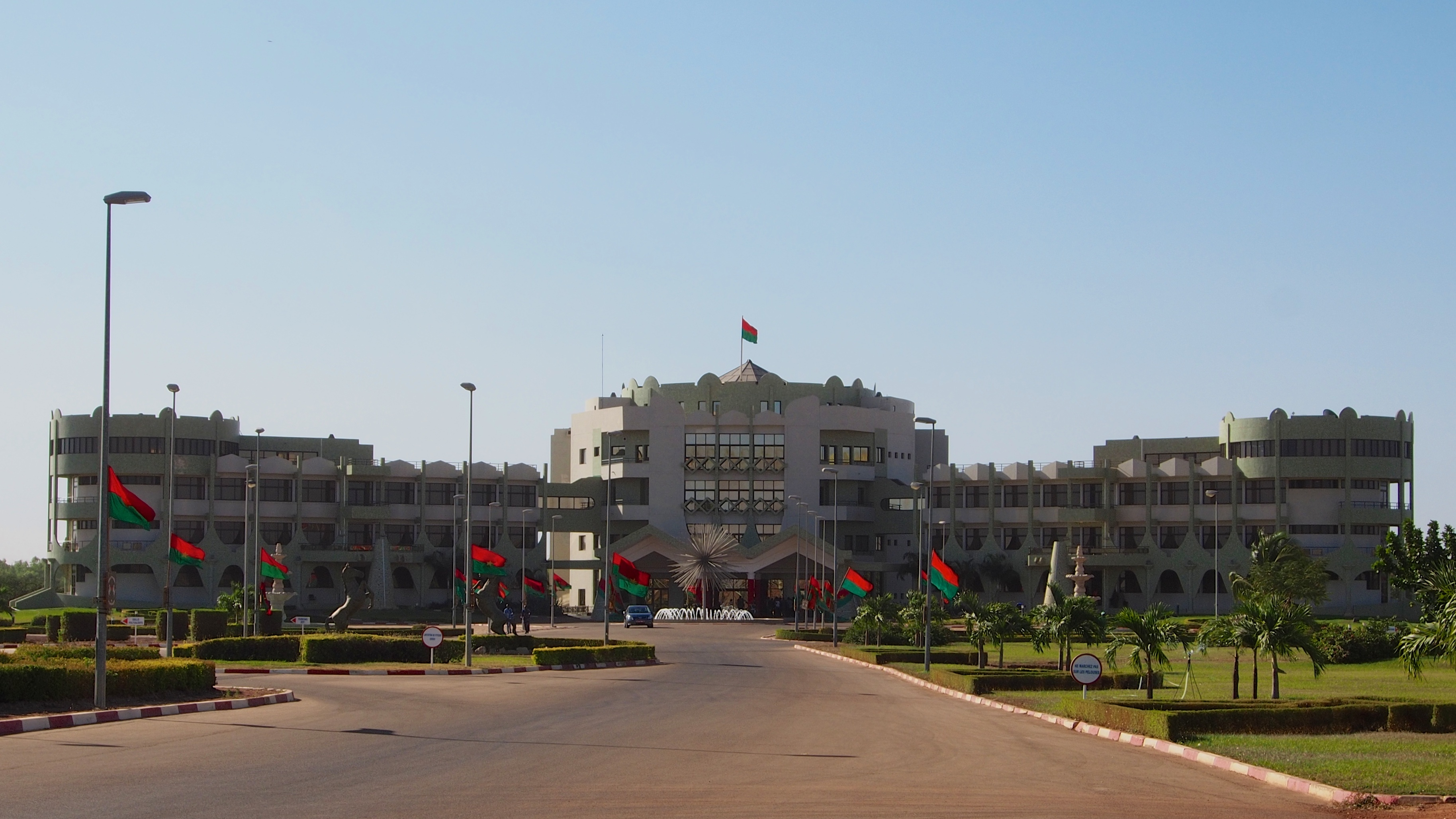
Palais de Kosyam, où Zida refusa de faire tirer sur les manifestants.

Jusqu’à ce qu’il rallie la cause des manifestants après que le chef d'état-major général de l'armée (CEMGA) lui a donné l'ordre de tirer sur les manifestants, il défend le palais de Kosyam, dernier bastion de Blaise Compaoré. Ses hommes sont essentiellement de jeunes lieutenants dirigés par le lieutenant Flavien Kaboré.
Blaise Compaoré comprenant que la partie est perdue décide, avec le général Diendéré, d'imposer Zida, en qui ils ont une totale confiance, à la tête de la transition militaire malgré la résistance de certains officiers généraux qui doivent laisser la place à cet officier de second rang.
Dans la soirée du 31 octobre 2014, il annonce le départ du président et déclare assumer les responsabilités de chef de l'État du Burkina Faso par intérim. Il suspend la constitution de 1991 et annonce qu'un organe consensuel de transition serait mis en place.
Par cette déclaration, il s'oppose au général Honoré Traoré, chef d'état-major des armées, qui avait lui aussi revendiqué le pouvoir après la démission et la fuite vers la Côte d'Ivoire du président Blaise Compaoré plus tôt dans la journée. Proche de l'ancien président Compaoré et personnalité trouble, Traoré ne faisait cependant pas l'unanimité, notamment au sein de l'armée.
Le 1er novembre 2014, l'armée par le biais du général de brigade Pingrenoma Zagré, chef d’état-major général adjoint publie et diffuse un communiqué qui affirme son soutien à Zida comme président de transition,. Le chef d’état-major général des armées, le général Honoré Traoré en est l'un des signataires, ce qui implique son renoncement au pouvoir.
Le 30 décembre 2014, il est violemment pris à partie par ses anciens camarades du RSP qui remettent en cause leurs nouvelles affectations et certaines nominations. Zida s'engage à ne pas toucher au RSP, mais finit, le 4 février, par se réfugier chez le Moro Naba, le roi traditionnel des Mossis. Il n'en sortira que grâce à la médiation du président Michel Kafando, du général Gilbert Diendéré et de l’ancien chef de l’État Jean-Baptiste Ouédraogo.
Le 26 novembre 2015, il est promu au grade de général de division à titre exceptionnel par décret du président Michel Kafando.
Il démissionne ainsi que son gouvernement, le 28 décembre 2015, . Le lendemain, le nouveau président de la République, Roch Marc Christian Kaboré, le charge alors d'expédier les affaires courantes. Le 6 janvier 2016, Paul Kaba Thiéba lui succède.
En septembre 2016, après la fin de sa permission et son départ au Canada, le président du Burkina Faso, Roch Marc Christian Kaboré ordonne à la justice de le poursuivre pour « désertion ». Il est par ailleurs accusé de corruption durant la transition, ainsi que de la répression de l'insurrection d'octobre 2014, en tant que chef des opérations de l'ex-RSP. En janvier 2017, le président Kaboré radie Isaac Zida de l'effectif des Forces armées nationales pour désertion.
Toujours au Canada, il participe à l'élection présidentielle de 2020 au Burkina Faso.
À la faveur de la réconciliation nationale, Yacouba Isaac Zida était attendu au Burkina Faso mais pour des raisons administratives, il n'a pas pu effectuer le déplacement.